# Thom Holterman
Thomas (Thom) Holterman (1942) is een Nederlands rechtsgeleerde die zich met de relatie tussen het anarchisme en het recht bezighield.

## Anarchisme en recht
Holterman was werkzaam als universitair hoofddocent (UHD) aan de Erasmus Universiteit te Rotterdam tot aan zijn (pre)pensioen op 1 januari 2003, en hield zich met het recht vanuit anarchistische beginselen bezig. Holterman hield zich met name bezig met de verhouding tussen het anarchisme en recht en de vraag of, en zo ja in welke mate en op welke wijze, het anarchisme als maatschappelijke beweging en als theorie betekenis kan hebben voor recht en rechtsopvattingen.
Holterman was antimilitarist en heeft militaire dienst geweigerd; hij werd erkend als gewetensbezwaarde militaire dienst en in die hoedanigheid heeft hij vervangende dienst gedaan als leerling-verpleger in een psychiatrische inrichting (de RPI, Eindhoven; van sept. 1962 tot sept. 1964).
Vanaf 1974 is hij vast medewerker aan het Anarchistische Tijdschrift de AS. Ook schrijft hij artikelen en boekrecensies voor het maandblad De Vrijdenker van de vrijdenkersvereniging De Vrije Gedachte. In zijn optiek hebben vrijdenken en anarchisme veel gemeen, samen te vatten in de leuze ni dieu ni maître ('god noch autoriteit').

## Invloeden
Wat de achtergrond van zijn denken over anarchisme en recht aangaat heeft hij met name invloed ondergaan van de teksten van de libertaire juriste en maatschappijfilosofe Clara Meijer Wichmann (1885-1922) en van de opvattingen over recht van de Nederlandse rechtstheoreticus Jack ter Heide (1923-1988), hoogleraar Inleiding rechtswetenschap in de Juridische Faculteit van de Erasmus Universiteit Rotterdam, waar hij begin jaren zeventig rechten studeerde. Al in 1975 bracht hij hun beider ideeën met elkaar in verband; zie: Thom Holterman, Funktionele miljeutheorie van het recht, in De As nr. 17 (1975), thema ‘Misdaad / Straf / Klassejustitie’.